# Нафтоналивна пристань-буй
Нафтоналивна пристань-буй (рос. нефтеналивная пристань-буй; нім. oil pier-buoy; н. Erdölanlegestelle-Boje f) – металевий або залізобетонний поплавок, встановлений на якорях над кінцем підводного нафтотрубопроводу і спеціально обладнаний для причалювання танкерів та навантажування їх нафтою із підводного нафтотрубопроводу. Пристань-буй з’єднано з вертикальним стояком, який, у свою чергу, в нижній частині з’єднаний гнучким шлангом із підводним нафтотрубопроводом, а у верхній надводній частині – з гнучким шлангом для навантаження танкерів.